# Championnat du Cameroun de football 1987
Navigation
Saison précédente Saison suivante
La saison 1987 du Championnat du Cameroun de football était la 27e édition de la première division camerounaise, la MTN Elite 1. Les 16 équipes sont regroupées au sein d'une poule unique, où chaque équipe affronte tous les adversaires de sa poule 2 fois, à domicile et à l'extérieur.
C'est l'équipe du Tonnerre Yaoundé qui termine en tête du championnat cette année. C'est le 4e titre de champion de son histoire. Les résultats et classement de cette saison restent inconnus.

## Les 16 clubs participants
| - Tonnerre Yaoundé - Canon Yaoundé - Union Douala - Camark Bamenda - Fédéral de Foumban - Lions de Yaoundé - Unisport Bafang - PWD Bamenda | - Dynamo Douala - Entente de Ngaoundéré - Panthère du Ndé - Racing Club Bafoussam - Diamant Yaoundé - Promu de D2 - Colombe Sangmélima - Promu de D2 - Caïman de Douala - Promu de D2 - Etoile filante de Garoua |

## Bilan de la saison
| Tableau d'Honneur                   |                  |
| Compétition                         | Vainqueur        |
| Championnat du Cameroun de football | Tonnerre Yaoundé |
| Coupe du Cameroun                   | Tonnerre Yaoundé |

| Qualifications continentales             |                  |
| Coupe des clubs champions africains 1988 | Qualifié         |
| 1er tour                                 | Tonnerre Yaoundé |
| Coupe des Coupes 1988                    | Qualifié         |
| 1er tour                                 | Diamant Yaoundé  |

| Promotion et relégation |                                              |
| Relégués en 2e division | Etoile filante de Garoua + deux autres clubs |
| Promus en MTN Elite 1   | Inconnus                                     |